# Blue Beach Resort
Het Blue Beach Resort was een luxe strandresorthotel dat in de zomer van 2015 in Gaza werd geopend.
Het hotel beschikte over cabanajongens die klanten bedienden op het privéstrand en een zwembad van olympisch formaat. De gasten verbleven in 162 kamers in chaletstijl, gelegen op een aangelegd terrein met uitzicht op de Middellandse Zee. Het maakte deel uit van de uitgaanswijk langs de Al-Rashidstraat in Gaza-stad met 'tientallen nieuwe en moderne resorts, en coffeeshops'. Andere buurten hadden ook luxe winkelcentra, appartementsgebouwen en uitgaansgelegenheden.
Blue Beach sloot zich aan bij het vijfsterrenhotel Mashtal, gebouwd in 2011, aan de bovenkant van de luxe hotelmarkt in Gaza.
De Washington Post beschreef het hotel als een van een aantal luxe bedrijven die zich richten op rijke inwoners van Gaza. Volgens economisch analist Nizar Sha'ban zijn “de meeste buitenlanders die de Strip bezoeken en in de hotels verblijven journalisten, hulpverleners, medewerkers van de Verenigde Naties en het Rode Kruis."
Het Blue Beach resorthotel is gebouwd op basis van een overeenkomst getekend met het Palestijnse Ministerie van Volkshuisvesting. In de overeenkomst is vastgelegd dat de Palestine Real Estate Investment Company - PRICO voor een periode van 49 jaar zowel de ontwikkelaar als de exploitant van het hotel is, met een optie tot verlenging voor nog een identieke periode, waarna het pand wordt overgedragen aan de autoriteiten.
Tijdens de Israël-Hamas-oorlog van 2023 vuurden tientallen Hamas-militanten antitankraketten af op de Israëlische strijdkrachten vanuit het hotelterrein en de gastenkamers. Israëlische strijders kwamen Hamas-militanten tegen en enkele militanten werden gedood. Tijdens de slag ontdekte het Israëlische leger een ondergrondse infrastructuur, die zeven schachten omvatte die naar tunnels leidden, en daarbinnen de huiskamers van Hamas-militanten. Er werden ook veel wapens gevonden, waaronder Kalashnikov-geweren, verschillende ladingen en drones. Bovendien gaven videobeelden aan dat er vanuit veel gastengangen in het hotel toegang was tot verschillende tunnels.